# دومنتزیلوس (برادرزاده فوکاس)
دومنتزیلوس (یونانی: Δομεντζίολος) برادرزاده امپراتور بیزانس فوکاس بود، در دوران سلطنت دایی خود، به عنوان کوروپالاتس معادل وزیر دربار و سپس ژنرال شرق تعیین شده بود. او یکی از رهبران ارشد ارتش بیزانس در مراحل ابتدایی جنگ ایران و بیزانس در سالهای ۶۰۲ تا ۶۲۸ میلادی بود. شکست‌هایش راه را برای سقوط میان‌رودان و ارمنستان و حمله به آناتولی توسط ایرانیان باز کرد. در سال ۶۱۰، فوکاس توسط هراکلیوس سرنگون شد، و دومنتزیلوس اسیر شد اما از آسیب جدی فرار کرد.